# Histadrut
L'Histadrut (in ebraico ההסתדרות‎?, HaHistadrut), o per intero HaHistadrut haKlalit shel haOvdim beEretz Israel (in ebraico ההסתדרות הכללית של העובדים בארץ ישראל‎?, letteralmente La Federazione Generale dei Lavoratori in Terra d'Israele), fu l'organizzazione sindacale sionista dei lavoratori ebrei della Palestina mandataria ed è tuttora la principale organizzazione sindacale nello Stato di Israele.
Nacque con lo scopo di proteggere gli interessi degli operai ed in tutto il periodo compreso fra le due guerre mondiali agì sotto la guida politica della sinistra sionista.
Dopo l'indipendenza dello Stato d'Israele, nel 1948, grazie alla sua stretta collaborazione con le istituzioni israeliane, ha ottenuto il riconoscimento di importanti diritti per i lavoratori, quali il diritto all'organizzazione, allo sciopero e quello ad una pensione di anzianità.
Grazie ai suoi circoli, seminari ed organi di stampa mantiene la sua politica centrale all'interno delle istituzioni israeliane.